# IC 1327
IC 1327 је лентикуларна галаксија у сазвјежђу Орао која се налази на листи објеката дубоког неба у Индекс каталогу.
Деклинација објекта је - 0° 0' 19" а ректасцензија 20h 35m 41,3s. Привидна величина (магнитуда) објекта IC 1327 износи 14,0 а фотографска магнитуда 14,9. IC 1327 је још познат и под ознакама CGCG 373-38, KARA 881, PGC 65027.